# Хаузянг
Хаузянг (в'єт. Hậu Giang) — провінція на півдні В'єтнаму. Площа — 1601 км²; населення на 2009 рік — 757 300 жителів. Щільність населення — 472,60 осіб/км². Адміністративний центр — місто Вітхань. Раніше столицею регіону було місто Кантхо, який у 2004 році разом з прилеглими територіями стало містом центрального підпорядкування; решта території утворила провінцію Хаузянг. В адміністративному відношенні поділяється на 2 міста (Вітхань і Нгабай) і 5 повітів.
У 2009 році населення провінції становило 757 300 осіб (перепис), з них 380 549 (50,25 %) чоловіки і 376 751 (49,75 %) жінки, 608 987 (80,42 %) сільські жителі і 148 313 (19,58 %) жителі міст.
Національній склад населення (за даними перепису 2009 року): в'єтнамці 729 502 особи (96,33 %), кхмери 21 169 осіб (2,80 %), хоа 6 363 осіб (0,84 %), інші 266 осіб (0,04 %).